# Spinococcus marrubii
Spinococcus marrubii är en insektsart som först beskrevs av Kiritchenko 1936.  Spinococcus marrubii ingår i släktet Spinococcus och familjen ullsköldlöss. Inga underarter finns listade i Catalogue of Life.